# Урзин, Георг Фредерик
Георг Фредерик Урзин (Georg Frederik Ursin, 1797—1849) — датский математик и астроном.

## Биография
В 1820 году после представления диссертации «De eclipsi solari VII Sept. 1820 observata» (Hafniae) получил от Копенгагенского университета степень доктора философии. С 1819 по 1829 год занимал в Копенгагенской обсерватории должность астронома-наблюдателя, в 1829—1832 гг. преподавателя технологии и учения о машинах в Политехническом училище. Около 1832 года начал чтение лекций в Копенгагенском университете по кафедре математики. 

## Публикации
Урзин издавал журналы «Magazin for Kunstnere og Handvärkere» (5 тт. Hafniae, 1827—30; 2-я серия также в 5 томах, там же, 1830—34) и «Nyt Magazin for Kunstnere og Handvärkere» (6 тт., там же, 1837—42). В виде отдельных изданий он выпустил
- «Lärebog и den rene Mathematik» (там же, 1822);
- «Regnebog» (там же, 1824);
- «Logarithmi VI decimalium sc. numerorum ab 1 ad 100000 et sinuum ei tangentium ad 10» (Hafniae, 1827);
- «Geometri» (там же, 1828);
- «Astronomi etc.» (там же, 1830);
- «Forelesninger over Naturlären» (no H. W. Brandes; там же, 1834—36);
- «Populäret Foredrag over Astronomien» (там же, 1838);
- «Dampmaskinen» (там же, 1838);
- «Om Uhre» (там же, 1843);
- «Formskaererkunsten» (там же, 1844);
- «Lithographien» (там же, 1847);
- «Nautisk Almanak for 1849, 1850, 1851» (там же, 1847, 1848 и 1849);
- «Mechanik» (там же, 1848) и другие. Некоторые из его учебников выдержали по несколько изданий. Из иностранных ученых журналов Урзин участвовал только в «Astronomische Nachrichten» Шумахера.